# Vladímir Korolenko
Vladímir Galaktiónovich Korolenko (en ruso: Влади́мир Галактио́нович Короле́нко; Jitomir, 27 de julio de 1853 - Poltava, 25 de diciembre de 1921) fue un novelista y periodista ruso-ucraniano. 
Cursó estudios en el Instituto Tecnológico y en la Academia Forestal de Petersburgo.
Por su actividad de periodista socializante y participar en el movimiento revolucionario, fue deportado en 1879 por diez años, e indultado en 1885. A su regreso pasó un breve período de confinamiento en Nizhni Nóvgorod donde conoció al joven Gorki. Después de realizar un viaje a América en 1893, se trasladó a San Petersburgo donde fue uno de los directores de la revista de tendencia naródnik Rússkoie slovo (La palabra rusa). Se alzó contra la teoría de no resistencia al mal propugnada por León Tolstói, llevando a cabo numerosas campañas contra los abusos de poder. 
En 1885 publicó Son Makara (El sueño de Makar), que lo colocó entre los más distinguidos escritores de su país y sucesivamente creó una serie de novelas que constituyen una fiel reproducción de la vida rusa en la segunda mitad del siglo XIX. Emotivo y realista, describe vidas y paisajes con vigor y sentimiento.
Elegido miembro honorario de la Academia de Ciencias de San Petersburgo en 1900, renunció a su condición dos años más tarde cuando el zar vetó la elección de Gorki a la Academia.
Aparece como maestro literario de Máximo Gorki, con el que lo unió gran amistad. Durante veinticinco años dirigió la revista literaria y científica Rússkoie bogatsvo (La riqueza rusa) que llegó a tener una tirada de 10 000 ejemplares. Sus obras han sido traducidas a diversos idiomas.

## Obras publicadas
- Son Makara (El sueño de Makar). 1885
- Liés shumit (Los murmullos del bosque) 1886
- Bocetos de un turista ruso.
- El músico ciego.
- La Nochebuena.
- El músico viejo.
- Prójor y los estudiantes.
- Bocetos de Pávlovsk.
- Cuentos de Ucrania y de Siberia. 1895
- Mgnovenie (Un instante). 1900
- El día del juicio.
- Una muchacha extraña. 1911
- Istoria moegó sovreménnika (Historia de un contemporáneo mío). 1906-1921, de carácter autobiográfico.

### Edición en español
- Sin lengua. Ediciones Barataria. 2011. ISBN 978-84-95764-35-5.
- El músico ciego. Ediciones Barataria. 2011. ISBN 978-84-95764-76-8.
- El sueño de Makar. Malas compañías. Editorial Porrua. 1987. ISBN 968-452-270-3..

## Adaptaciones cinematográficas
- Películas basadas en sus obras